# Wilhelm Keppler
Pour les articles homonymes, voir Keppler.
Wilhelm Keppler (né le 14 décembre 1882 à Heidelberg et décédé le 13 juin 1960 à Friedrichshafen) est un homme d'affaires allemand, membre du parti nazi. Il est le conseiller économique d'Adolf Hitler. Malgré le refus de Wilhelm Cuno mais avec l'aide de Hjalmar Schacht, il réunit une pétition de vingt industriels et banquiers allemands suppliant Paul von Hindenburg d'appeler Adolf Hitler au poste de chancelier le 19 novembre 1932. Traduit lors du procès des ministres par le tribunal de Nuremberg il est condamné en 1949 à 10 ans de prison. Il est finalement libéré en 1951.